# 大浦警察署
大浦警察署（おおうらけいさつしょ）は、長崎県長崎市にある長崎県警察が管轄する警察署の一つである。長崎市南部や、長崎半島などを管轄している。

## 所在地
- 長崎県長崎市松が枝町7番25号

## 管轄区域
- 長崎市南部

## 沿革
- 1874年（明治7年）10月27日 - 長崎県警察局（長崎県警察の前身）の本営が本大工町に開庁。その分営が以下2カ所に置かれる。
  - 1. 八百屋町分営（長崎警察署の前身）
  - 2. 新地町分営（大浦警察署の前身）
- 1875年（明治8年）
  - 12月17日
    - 長崎県警察局の外浦町への移転に伴い、旧警察局舎に八百屋町の邏卒屯所（分営）が移転し、第一警察出張所となる。
    - なお、新地町の邏卒屯所（分営）は第二警察出張所となる。
- 1878年（明治11年）
  - 1月18日
    - 長崎県警察所（本部）が長崎県警察本署と改称。
    - 出張所・屯所・分屯所が警察署・分署・派出所・交番所に改められる。
      - 第一警察出張所が長崎警察署となる。
      - 第二警察出張所は長崎警察署新地分署となる。
- 1879年（明治12年）
  - 10月14日 - 新地分署が新地警察署に昇格し、長崎警察署から3分署（大波止・深堀・茂木）と高島派出所を移管。
  - 10月15日 - 外国人ポリス（英国人）1名を初めて採用。
    - 英国人ピートルドール（39歳）月給70円。1年ごとに雇用契約を更新し、16年にわたり勤務し、1895年（明治28年）3月31日をもって健康的理由で退職した。
- 1880年（明治13年）
  - 7月16日 - 長崎県警察本署、帯剣用法並取扱心得を定め、巡査全員に帯剣させる。
  - 11月9日 - 長崎県警察本署、2署（長崎警察署と新地警察署）あてに、当分の間帯剣は廃止し、官棒の携帯を通達。
    - この通達は上記の2署に限ったものであった。その背景には、当時は治外法権であった長崎市の外国人居留地への配慮があった。
- 1881年（明治14年）12月16日 - 高島分署を設置。
- 1884年（明治17年）12月24日 - 新地警察署が梅ヶ崎町に移転し、梅香崎警察署と改称。
- 1885年（明治18年）7月1日 - 大波止分署が長崎警察署から移管され、水上警察派出所に改称。
- 1888年（明治20年）3月30日 - 梅香崎警察署稲佐分署が設置される。

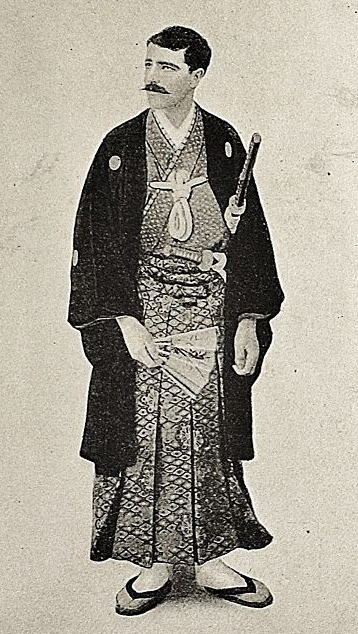
ジョン・オブライエン。日本で柔術を知り、海外へ紹介した

- 1895年（明治27年）12月 - 外国人警官ピーター・ドールの後任として、米国人のジョン・J・オブライエンが採用される。
  - 月給は100円（日本人警官の約10倍）。1900年に帰国。
- 1940年（昭和15年）6月25日 - 梅香崎警察署が旧香港上海銀行長崎支店（1931年（昭和6年）に閉鎖）に移転。
- 1941年（昭和16年）12月8日 - 稲佐分署が稲佐警察署に昇格する。
- 1948年（昭和23年）
  - 2月1日
    - 警察法（旧警察法）施行に先立ち、準備訓練のため、国家地方警察（国警）、国警地区警察署、自治体警察署（自警）が発足。
    - 梅香崎警察署庁舎に、国家地方警察西彼南地区警察署が設置される。

  - 3月7日
    - 警察法の施行により、国警と自警察が発足。
    - 長崎県警察部（本部）を国家地方警察長崎県本部と改称。自治体警察として、長崎市警察（長崎市内1署体制）が発足する。
- 1950年（昭和25年）5月 - 梅香崎警察署庁舎に、国家地方警察県本部が設置される。
- 1954年（昭和29年）7月1日 - 警察法が全面改正される。
  - 長崎市に長崎警察署、大浦警察署（梅香崎警察署から改称）、稲佐警察署、浦上警察署の4署が置かれる。
- 1974年（昭和49年）3月16日 - 大浦警察署の新庁舎が松ヶ枝町に完成し、移転。落成式を挙行。
- 2020年（令和2年）3月31日 - 長崎運転免許センターの新設（新長崎警察署内に併設）に伴い、この日をもって大浦署内の運転免許窓口の業務を終了。

## 内部組織[1]
- 警務課
  - 警務係
- 会計課
  - 会計係
- 生活安全課
  - 生活安全係
  - 生活安全捜査係
- 地域課
  - 企画指導係
  - 地域第一係
  - 地域第二係
  - 地域第三係
- 刑事課
  - 庶務係
  - 捜査第一係
  - 捜査第二係
  - 鑑識係
- 交通課
  - 交通総務係
  - 交通指導捜査係
  - 交通特命捜査係
- 警備課
  - 警備係
  - 外事係

## 交番
- 石橋交番（いしばし、長崎市松が枝町2-35）
- 戸町交番（とまち、長崎市戸町4丁目10-1）
- 小ヶ倉町交番（こがくらまち、長崎市小ヶ倉町3丁目468-1）
- 深堀町交番（ふかほりまち、長崎市深堀町5丁目718）
- 江川町交番（えがまわち、長崎市江川町390-5）
- 三和交番（さんわ、長崎市布巻町111-1）---旧三和町交番、2005年（平成17年）に名称変更。

## 警察官駐在所
- 高浜警察官駐在所（たかはま、長崎市高浜町3265-75）
- 野母崎警察官駐在所（のもざき、長崎市野母町2151-26）
- 脇岬警察官駐在所（わきみさき、長崎市脇岬町3560-46）
- 高島警察官駐在所（たかしま、長崎市高島町2706-8）
- 伊王島警察官駐在所（いおうじま、長崎市伊王島町1丁目3277-8）

## 警備艇
- いそかぜ 長9 （10.00t）

## 廃止された交番・駐在所
（　）は読み、所在地だった場所。---は廃止後に所管区が移された交番・駐在所を表す。
- 2006年（平成18年）
  - 香焼町交番（こうやぎまち、長崎市香焼町1070-33）---深堀町交番
  - ダイヤランド警察官駐在所（長崎市ダイヤランド2丁目4-10）---小ヶ倉町交番
  - 上戸町警察官駐在所（かみとまち、長崎市上戸町2丁目15-11）---戸町交番
- 2008年（平成20年）
  - 南ヶ丘交番（みなみがおか、長崎市南が丘町1-1）---石橋交番